# Pasanggrahan (Maja, Majalengka)
Pasanggrahan is een bestuurslaag in het regentschap Majalengka van de provincie West-Java, Indonesië. Pasanggrahan telt 2201 inwoners (volkstelling 2010).